# Brittiska stridsvagnar under andra världskriget
Den brittiska stridsvagnsdoktrinen i början av andra världskriget gick i huvuddrag ut på att stridsvagnar antingen skulle användas utspridda, för direkt understöd av infanteriet, eller samlade för anfall på djupet. Fram till mitten av 1940-talet hade Storbritannien därför så kallade infanteristridsvagnar och "kryssarstridsvagnar" (engelska: Cruiser Tanks) för de två uppgifterna. I de flesta andra stater gjorde man i stället en indelning i tre viktklasser, tunga, medeltunga och lätta stridsvagnar.